# Guillaume Gruel
Pour les articles homonymes, voir Gruel.
Guillaume Gruel était l'écuyer d'Arthur de Richemont. Il est connu pour avoir écrit la biographie de celui-ci, assez orientée en faveur de son maître

## Sources imprimées
- Chronique d'Arthur de Richemont, connétable de France, duc de Bretagne (1393-1458), édition établie par  Achille Le Vavasseur, Paris, Librairie Renouard, 1890, [lire en ligne]